# Leonard Wdowiak
Leonard Wdowiak (ur. 15 sierpnia 1920 w Zduńskiej Woli, zm. 27 września 1976 w Szczecinie) – polski lekarz psychiatra.
W 1939 zdał maturę w liceum w rodzinnym mieście. Podczas okupacji był na robotach przymusowych w Niemczech. W październiku 1945 rozpoczął studia na Wydziale Lekarskim Akademii Medycznej w Gdańsku; dyplom lekarza otrzymał w 1951. Był uczniem Tadeusza Bilikiewicza i specjalizował się w psychiatrii. W 1958 przez kilka miesięcy pracował u Manfreda Bleulera w klinice Burghölzli (w Zurychu). W 1960 został doktorem nauk medycznych, w 1963 się habilitował. W tym samym roku został powołany na katedrę psychiatrii Pomorskiej Akademii Medycznej w Szczecinie. W roku 1972 został profesorem nadzwyczajnym. Pochowany jest w alei zasłużonych na cmentarzu Centralnym w Szczecinie.